# Едгар і Крістина
«Едгар і Крістина» (латис. «Purva bridējs») — радянський художній фільм 1966 року, мелодрама. Фільм знятий за творами Рудольфа Блауманіса «У вогні» і «В трясовині». Включений в Культурний канон Латвії.

## Сюжет
Латвія, середина XIX століття. Конюх Едгар своїм незалежним характером дратує керуючого маєтком, який всіляко прагне зганьбити його в очах барона і коханої дівчини, покоївки барона — Крістини. Повіривши злісному наклепу, барон виганяє хлопця з маєтку. Мати дівчини приймає сватання багатого сусіда — і Крістина виходить заміж за іншого. Але, побачивши Едгара під час вінчання, дівчина тікає з-під вінця…

## У ролях
- Вія Артмане — Крістина
- Улдіс Пуцитіс — Едгар
- Ельза Радзиня — мадам Аста
- Едуардс Павулс — Сутка
- Люція Баумане — мати Крістини
- Олга Дреге — Матильда
- Алфонс Калпакс — Віскреліс
- Юріс Леяскалнс — Акментіньш
- Карліс Себріс — Фрішвагарс
- Валентинс Скулме — барон
- Луйс Шмітс — батько Едгара
- Евалдс Валтерс — епізод
- Мартиньш Вердиньш — епізод
- Анда Зайце — епізод
- Зігріда Стунгуре — сестра Акметіньша
- Еріка Ферда — епізод
- Харій Авенс — епізод

## Знімальна група
- Режисер: Леонід Лейманіс
- Автори сценарію: Яніс Сіліс, Антон Станкевич
- Оператор: Мартиньш Клейнс
- Художник: Герберт Лікумс
- Композитор: Маргерс Заріньш